# Abella (Vilallonga de Ter)
Abella es un pueblo del municipio español de Vilallonga de Ter, en la provincia de Gerona. Situado sobre el valle del riera d´Abella y accesible por carretera comarcal desde el pueblo de El Veinat de Vallvigil. Tiene una población de 52 habitantes. Entre sus monumentos más destacados es la iglesia de Santa Lucía, de origen románico, pero totalmente reformada. Una pista que sale del pueblo lleva hacia el collado Verde. Se trata de un pequeño puerto donde se encuentra restos de antiguas minas de antimonio, hoy abandonadas.